# Ваздушна перспектива
Ваздушна перспектива је техника сликања која служи за повећања илузије дубине слике- односно простора представљеног на слици помоћу тонова и боја. Са повећавањем удаљености тон боје бледи, постаје лаганији и више вуче у плаво а облик објекта постаје мање јасан.
Ваздушна перспектива је начин представљања просторне дубине у површини слике помоћу тонова боје и линија те пази на просторно деловање сенки а нарочито ваздуха који постепено у просторним даљинама смањује јасност предмета.
Тежњу да се представе просторни односи можемо да пратимо још од праисторије када су се фигуре и ликови сликали једни преко других. Неке од принципа перспективе су откривени у Египту и Месопотамији а у римском сликарству су откривени принципи састављања паралела и скраћивања дужина, међутим савремена линеарна перспектива као и централна перспектива је откривена у доба ренесансе.
Перспектива боја (не треба је мешати са ваздучном перспективом) и ваздушна перспектива се заснива на чињеници да боје могу да представљају простор и да делују просторно као и да слојеви ваздуха који леже између посматрача и предела који се посматра делују на боје те да у удаљенијим предметима смањују ситост боје и делују на физиологију перцепције боја- топли тонови делују ближе а хладни тонови боје се чине удаљенији.
Ваздушна перспектива је била употребљена у Низоземској а велики пропагатор ове технике је био Леонардо да Винчи јер већина његових радова садржи ове елементе, као и ренесансни уметник Леон Батиста Алберти што је омогућено откривањем и применом уљаног сликарства.
О почецима.
ваздушне перспективе можемо говорити код Леонарда да Винчија. Он ју је не само сликао, већ и писао о њој у свом Трактату о сликарству у 15. веку- пасус "258. „О зрачној перспективи“.
„Постоји још једна перспектива: називам је зрачном (атмосферском), јер се кроз разноликост зрака могу сазнати различита растојања разних зграда ...ако желиш да на слици изгледају даље једна од друге, треба да замислиш доста густ ваздух. Ти знаш да у таквом ваздуху последње по реду ствари које се у њему виде, односно планине, због велике количине ваздуха који се налази између твог ока и њих, изгледају плавље, готово зрачне боје кад је сунце на истоку. Дакле, ... треба да направиш прву зграду у њеној боји; удаљенију направи са нејаснијим контурама и плављу, а ону која хоћеш да буде још толико удаљена, направи још толико плављом; ону која хоћеш да буде пет пута удаљенија, направи пет пута плављом.“
Из овог текста можемо схватити о чему се ради: слојеви ваздуха, атмосфере у коју је уроњена природа мијењају боје које видимо, и то тако да постају плавичастије и блеђе, а обриси мекши.